# Massais
Massais is een plaats en voormalige gemeente in het Franse departement Deux-Sèvres in de regio Nouvelle-Aquitaine. De plaats maakt deel uit van het arrondissement Bressuire. Massais fuseerde op 1 januari 2017 met de buurgemeenten Bouillé-Saint-Paul en Cersay tot de commune nouvelle Val en Vignes.

## Geografie
De oppervlakte van Massais bedraagt 20,9 km², de bevolkingsdichtheid is 28,2 inwoners per km².
De onderstaande kaart toont de ligging van Massais met de belangrijkste infrastructuur en aangrenzende gemeenten.

## Demografie
Onderstaande figuur toont het verloop van het inwonertal.
Bouillé-Saint-Paul · Cersay · Massais · Saint-Pierre-à-Champ